# Ottaviano Ottaviani
 Ottaviano Ottaviani (né à Florence en Toscane, Italie) est un cardinal italien du XVe siècle. Il est patricien florentin.
Le pape Grégoire XII le crée cardinal lors du consistoire du 19 septembre 1408 . 